# Боташев, Магомет Абдурзакович
Магомет Абдурзакович Боташев (5 мая 1921, с. Хурзук, Карачаевский национальный округ, Горская АССР, РСФСР, СССР — 6 мая 2006) — советский партийный, государственный деятель, председатель Карачаево-Черкесского облисполкома (1964—1979). По национальности — карачаевец.

## Биография
Представитель старинного карачаевского села Хурзук, самый младший и единственный брат четырёх сестер. Отец его умер, когда ему не было и года. Детские годы, юность прошли в г. Кисловодске, где он окончил с золотой медалью среднюю школу. Тогда же поступил в Тбилиси в индустриальный институт и сразу был призван в армию. Участник советско-финской войны, Великой Отечественной войны. Он был офицером-артиллеристом, награждён множеством боевых наград, участник обороны Сталинграда, боев на Курской дуге. Завершил войну, освобождая Польшу. В послевоенное время был депортирован вместе с карачаевским народом в Среднюю Азию. Окончил Ташкентский институт инженеров железнодорожного транспорта. Был активным участником движения за возвращение репрессированных народов на родину.
Окончил Высшую партийную школу при ЦК КПСС.
- 1939—1945 гг. в РККА.
- 1957—1965 гг. — секретарь Карачаевского городского комитета КПСС, председатель Карачаево-Черкесской областной плановой комиссии.
- 1965—1979 гг. — председатель Карачаево-Черкесского облисполкома,
- 1979—1989 гг. — заместитель председателя Торгового представительства СССР в ПНР.

С 1989 г. на пенсии.

## Награды и звания
Был награждён орденами Отечественной войны I степени и Красной звезды, тремя орденами Трудового Красного Знамени, орденами «Знак Почета», множеством медалей, среди которых были такие знаковые награды как медали «За Отвагу», «За оборону Сталинграда», «За Победу над Германией».
- Медалью ордена «За заслуги перед Отечеством» II степени (1997)[1]
- Орденом Дружбы (2001)[2]